# Шимкове
Шимкове (на украински: Шимкове) е село в Южна Украйна, Подилски район на Одеска област. Основано е през 1895 година. Населението му е около 484 души.